# Horno mantou

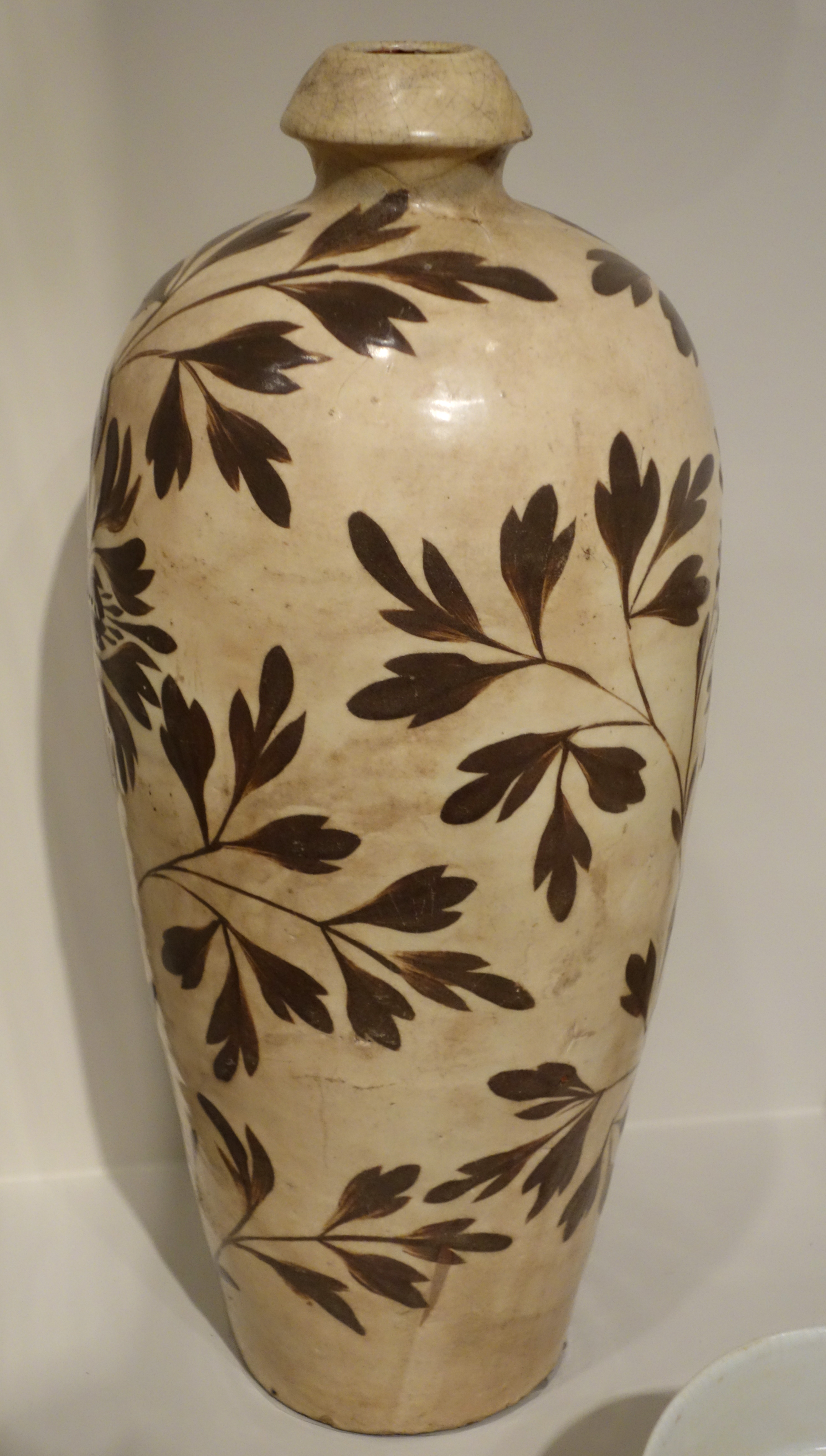
Cerámica cizhou horneada en un horno mantou: vasija meiping con follaje de peonia engobado, de la dinastía Jin, o.

El horno mantou (en chino tradicional, 饅頭窯; pinyin, mántóu yáo; Wade-Giles, man-t'ou yao) u horno en forma de herradura fue el tipo más común de horno de cerámica en el norte de China, en periodos históricos en los que el horno dragón dominaba en el sur de China; ambos parecen haber surgido en el periodo de reinos combatientes entre el 475 y el 221 a. C. Lleva el nombre de los panecillos mantou, con los que comparte forma (muy aproximadamente); el plano inferior parece una herradura. Los hornos son bastante redondos, con una cúpula baja cubriendo al área central, y generalmente solo 2 o 3 metros de interior. Sin embargo, es capaz de alcanzar temperaturas muy altas, de hasta 1370 °C. Tiene una puerta o abertura en el frente para cargarlo y descargarlo, y una o dos chimeneas cortas en la parte posterior.
Son un tipo de hornos de «tiro cruzado», en los que el fuego viaja de forma más o menos horizontal, en lugar de verticalmente. Los hornos solían estar hechos de ladrillos; en ocasiones la mayor parte de la estructura estaba enterrada en limo, sobresaliendo únicamente la cúpula y las chimeneas. En ambos casos el interior estaba habitualmente cubierno por arcilla refractaria. En algunos casos, especialmente en periodos tardíos, se accedía al cuerpo del horno por un túnel. Inicialmente en los hornos ardía madera, pero durante el periodo Song del norte (960-1127) hubo un cambio generalizado al carbón, de fácil acceso en el norte de China, que requería un cuerpo menor pero la introducción de una gaceta refractaria para proteger las piezas de la ceniza de carbón. Esto cambió la composición de la atmósfera durante el quemado, lo que afectó al color de la cerámica, dando la madera una atmósfera reductora y el carbón una oxidante. La producción podía durar hasta dos semanas, incluyendo el tiempo de enfriamiento.
Los detalles de diseño podían ser muy variables. Se podía construir un pequeño muro en la parte frontal del horno una vez cargado para proteger las piezas de las llamas directas, y encerrar el fuego. El muro interior trasero podía ser plano, dando una forma semicircular a la cámara. Se han encontrado diferentes arreglos para controlar el flujo de aire en la parte frontal y posterior con respiraderos y puertas de piedra. Generalmente el calor era uniforme en las diferentes partes de la cámara en contraste con el horno dragón, pero la carga era mucho menor, con gacetas de solo unos cientos de piezas, en lugar de las decenas de miles que podía producir un horno dragón grande de una sola vez.
Entre las cerámicas cocidas en hornos mantou están las cerámicas Ding, Yaozhou y otros celadones del norte como las cerámicas Jun, Ru y Cizhou. El «horno con forma de huevo» zhenyao, desarrollado para la cerámica Jingdezhen en la dinastía Ming tardía, es de cierta forma un punto medio entre los hornos mantou y dragón, como un horno mantou estirado. La cerámica Guan oficial estaba hecha en Jingdezhen en un horno mantou al estilo del norte, hecho poco habitual tan al sur.